# Цзиргалан
Айсиньгьоро Цзиргалан (愛新覺羅·濟爾哈朗, 1599 — 11 июня 1655) — крупный маньчжурский военный и государственный деятель, князь Чжэн (鄭獻親王) (1636—1655), регент Цинской империи в Китае (1643—1647), шестой сын Шурхаци (1564—1611), младшего брата Нурхаци, основателя империи Цин.
В 1627 году Цзиргалан принимал участие в первом маньчжурском походе под командованием своего старшего брата Амина на Корею. В 1630 году после опалы своего брата Амина Цзиргалан был назначен маньчжурским правителем Абахаем одним из командующих «восьмизнаменной арми». Цзиргалан вошел в состав совета «четырех бэйлэ» (Абахай, Дайсань, Мангултай и Цзиргалан). В 1636 году после принятия Абахаем титула императора Цин Цзиргалан получил от своего двоюродного брата титул «князя Чжэн». В 1638—1643 годах Цзиргалан принимал активное участие в военных кампаниях Абахая против Минской империи и Чахарского ханства. В апреле 1642 года Цзиргалан добился капитуляции Цзиньчжоу, важного китайского города на Ляодуне.
В сентябре 1643 году скончался 52-летний цинский император Айсиньгиоро Абахай (1626—1643). По одной версии, перед смертью больной Абахай созвал совет великих князей (бэйлэ). Сам Абахай объявил своим преемником малолетнего сына Фулиня (1638—1661). До его совершеннолетия Цинской империей Абахай поручил управлять двум регентам — двоюродным братьям Цзиргалану и Доргоню. Главным из них должен был стать Цзиргалан, сын Шурхаци и племянник Нурхаци.
По другой версии, кончина Абахая была скоропостижной. Между разными княжескими группировками внутри рода Айсинь-Гиоро началась борьба за власть. После смерти Абахая был созван специальный совет великих князей. На нем бэйлэ Дайсань, старший брат Абахая, предложил посадить на вакантный императорский престол Хаогэ, старшего сына Абахая. Против этого выступили бэйлэ Додо и Аджигэ, которые выступали за передачу трона своему брату Доргоню, который от этого наотрез отказался. Тогда маньчжурские князья и военачальники провозгласили новым цинским императором Фулиня (1643—1661), шестого сына покойного Абахая. Из-за его малолетства регентами были избраны Цзиргалан и Доргонь. Постепенно регент Доргонь захватил военную и политическую власть в свои руки, отстранив от управления своего двоюродного брата Цзиргалана. В январе-феврале 1644 года Цзирглан вынужден был отказаться от управления в пользу своего соперника Доргоня и даже просил, чтобы его имя было помещено после Доргоня во всех официальных документах. В июне 1644 году Цзиргалан не принимал участия в оккупации маньчжурскими войсками под командованием Доргоня Пекина.
В 1647 году Цзиргалан был окончательно отстранен от регентства Доргонем, который назначил новым регентом своего брата Додо. Несмотря на своё удаление от двора, Цзиргалан продолжал выступать в качестве военного лидера. В марте 1648 года Доргонь приказал арестовать Цзиргалана и понизил его придворный ранг. Однако в том же 1648 году Цзиргалан был освобожден из заключения и отправлен на юг Китая, где вел военные действия против сторонников династии Южная Мин. В начале 1649 года после одной из своих побед Цзиргалан устроил в завоеванном городе Сянтань шестидневную резню.
В 1650 году после смерти своего двоюродного брата Доргоня Цзиргалан вернул себе важное положение при императорском дворе. Цзиргалан возглавил группировку маньчжурских князей и дворян, которые выступали против Доргоня. В начале 1651 года Цзиргалан со своими сторонниками арестовал Аджигэ, брата Доргоня, который попытался занять должность регента. Цзиргалан остался влиятельной фигурой в Цинской империи вплоть до своей смерти в 1655 году.

## Смерть и потомство
В июле 1655 года Цзиргалан скончался от болезни. Титул «великий князь Чжэн», изменённый на «великий князь Цзянь», унаследовал его второй сын Цзиду (1633—1660). Титул «великий князь Чжэн» был восстановлен во времена правления под девизом «Цяньлун» в 1778 году.
Великий кзянь Цзиду и его второй сын Лабу (ум. 1681) участвовал в военных кампаниях во второй половине правления под девизом «Шуньчжи».
Братья-князья Дуаньхуа (1807—1861) и Сушунь (1816—1861), потомки Цзиргалана в 13-м колене, играли активную политическую роль в правлением императора Ичжу (1851—1861). В 1861 году после смерти Ичжу они были назначены членами регентского совета при малолетнем императоре Тунчжи (1861—1874). В 1861 году регенты были свергнуты и казнены в результате переговора в Пекине, организованном императрицей Цыси и князем Гуном.